# LR Ahlen 2004-2005
Questa voce raccoglie le informazioni riguardanti il LR Ahlen nelle competizioni ufficiali della stagione 2004-2005.

## Stagione
Nella stagione 2004-2005 il LR Ahlen, allenato da Ingo Peter, František Straka e René Hecker, concluse il campionato di 2. Bundesliga al 13º posto. In Coppa di Germania il LR Ahlen fu eliminato agli ottavi di finale dall'Hansa Rostock.

## Rosa
| N. |                           | Ruolo | Calciatore            |
| -- | ------------------------- | ----- | --------------------- |
| 1  | Germania (bandiera)       | P     | Bernd Meier           |
| 2  | Germania (bandiera)       | D     | Marko Tredup          |
| 3  | Germania (bandiera)       | D     | Stefan Fengler        |
| 4  | Germania (bandiera)       | D     | Abdoul Thiam          |
| 6  | Germania (bandiera)       | D     | Jens Langeneke        |
| 7  | Rep. del Congo (bandiera) | C     | Musemestre Bamba      |
| 8  | Croazia (bandiera)        | C     | Željko Sopić          |
| 10 | Senegal (bandiera)        | A     | Babacar N'Diaye       |
| 11 | Germania (bandiera)       | C     | Daniel Felgenhauer    |
| 12 | Brasile (bandiera)        | D     | Gledson               |
| 14 | Brasile (bandiera)        | C     | Paulinho              |
| 17 | Germania (bandiera)       | A     | Daniel Thioune        |
| 18 | Serbia (bandiera)         | D     | Petar Đenić           |
| 19 | Camerun (bandiera)        | A     | Cyrille Bella         |
| 20 | Germania (bandiera)       | C     | Christian Mikolajczak |

| N. |                                 | Ruolo | Calciatore         |
| -- | ------------------------------- | ----- | ------------------ |
| 21 | Bosnia ed Erzegovina (bandiera) | A     | Denis Omerbegović  |
| 22 | Germania (bandiera)             | C     | Tim Gorschlüter    |
| 23 | Germania (bandiera)             | P     | Michael Ratajczak  |
| 24 | Germania (bandiera)             | C     | Mitja Schäfer      |
| 25 | Germania (bandiera)             | D     | Sascha Brinker     |
| 28 | Germania (bandiera)             | A     | Rene Lewejohann    |
| 29 | Germania (bandiera)             | P     | Sebastian Völzow   |
| 31 | Germania (bandiera)             | C     | Nils-Ole Book      |
| 32 | Serbia (bandiera)               | C     | Vladimir Jugović   |
| 33 | Croazia (bandiera)              | D     | Slađan Ašanin      |
| 35 | Germania (bandiera)             | C     | Ovid Hajou         |
| 37 | Serbia (bandiera)               | A     | Stanko Svitlica    |
| 40 | Germania (bandiera)             | D     | Dominique Ndjeng   |
| 44 | Brasile (bandiera)              | D     | Andrei Frascarelli |

## Organigramma societario
Area tecnica
- Allenatore: František Straka
- Allenatore in seconda: René Hecker, Artur Płatek
- Preparatore dei portieri: Uwe Zimmermann
- Preparatori atletici: Günter Jonczyk

## Calciomercato

### Sessione estiva
| Acquisti | Acquisti         | Acquisti            | Acquisti |
| R.       | Nome             | da                  | Modalità |
| -------- | ---------------- | ------------------- | -------- |
| D        | Slađan Ašanin    | Borussia M'gladbach |          |
| D        | Gledson          | Osnabrück           |          |
| C        | Vladimir Jugović | Admira Wacker M.    |          |
| D        | Jens Langeneke   | Osnabrück           |          |
| D        | Dominique Ndjeng | Colonia II          |          |
| A        | Damir Pekič      | Maribor             |          |
| C        | Saša Radulović   | RW Oberhausen       |          |
| C        | Mitja Schäfer    | Colonia II          |          |
| A        | Stanko Svitlica  | Hannover 96         |          |
| A        | Daniel Thioune   | Lubecca             |          |
| D        | Marko Tredup     | Osnabrück           |          |
| P        | Sebastian Völzow | Arminia Bielefeld   |          |

| Cessioni | Cessioni          | Cessioni             | Cessioni |
| R.       | Nome              | da                   | Modalità |
| -------- | ----------------- | -------------------- | -------- |
| C        | Dennis Hillebrand | Aalen                |          |
| C        | Zoran Mamić       | Eintracht Treviri    |          |
| C        | Darko Anić        | Shandong Taishan     |          |
| A        | Henrich Benčík    | Saarbrücken          |          |
| C        | Chiquinho         | RW Oberhausen        |          |
| A        | Denis Omerbegović | LR Ahlen (juniores)  |          |
| D        | Orhan Özkara      | Arminia Bielefeld II |          |
| P        | Marco Sejna       | Union Berlino        |          |
| D        | Jan Velkoborský   | Baník Ostrava        |          |

### Sessione invernale
| Acquisti | Acquisti | Acquisti | Acquisti |
| R.       | Nome     | da       | Modalità |
| -------- | -------- | -------- | -------- |

| Cessioni | Cessioni       | Cessioni         | Cessioni |
| R.       | Nome           | da               | Modalità |
| -------- | -------------- | ---------------- | -------- |
| C        | Saša Radulović | Lillestrøm       |          |
| C        | Cihan Yilmaz   | Preußen Münster  |          |
| A        | Marcel Rath    | Union Berlino    |          |
| C        | Asif Šarić     | SV Wilhelmshaven |          |

## Risultati

### 2. Bundesliga

#### Girone di andata
| Arbitro: | Fröhlich |

|            |           |  |
| Votava 67’ | Marcatori |  |

| Arbitro: | Meyer |

|           |           |               |
| Sopić 40’ | Marcatori | 41’ Scharping |

| Arbitro: | Walz |

|           |           |                      |
| Sopić 58’ | Marcatori | 33’ Adzic 75’ Copado |

| Aue-Bad Schlema 12 settembre 2004, ore 15:00 CEST 4ª giornata | Erzgebirge Aue | 0 – 0 referto | LR Ahlen | Erzgebirgsstadion (12 100 spett.)\| Arbitro: \| Fleischer \| |
| Arbitro:                                                      | Fleischer      |               |          |                                                              |

| Arbitro: | Schalk |

|                                |           |                      |
| Svitlica 2’ (rig.) Jugović 89’ | Marcatori | 54’, 78’ Patschinski |

| Arbitro: | Kempter |

|            |           |             |
| Braham 58’ | Marcatori | 62’ N'Diaye |

| Arbitro: | Welz |

|                      |           |  |
| Bella 7’ Thioune 90’ | Marcatori |  |

| Cottbus 17 ottobre 2004, ore 15:00 CEST 8ª giornata | Energie Cottbus | 0 – 0 referto | LR Ahlen | Stadion der Freundschaft (9 600 spett.)\| Arbitro: \| Pickel \| |
| Arbitro:                                            | Pickel          |               |          |                                                                 |

| Arbitro: | Weiner |

|             |           |                               |
| N'Diaye 43’ | Marcatori | 64’, 89’ Reisinger 80’ Krejčí |

| Arbitro: | Seemann |

|                     |           |                              |
| Cha 2’ van Lent 39’ | Marcatori | 1’, 11’ N'Diaye 82’ Svitlica |

| Arbitro: | Lupp |

|                          |           |                       |
| Fengler 45’ Paulinho 46’ | Marcatori | 22’ Männer 25’ Dundee |

| Arbitro: | Schalk |

|                                |           |  |
| Scherz 39’, 45’ Sinkiewicz 78’ | Marcatori |  |

| Arbitro: | Keßler |

|                |           |  |
| Bamba 19’, 79’ | Marcatori |  |

| Saarbrücken 19 novembre 2004, ore 19:00 CET 14ª giornata | Saarbrücken | 0 – 0 referto | LR Ahlen | Ludwigsparkstadion (6 000 spett.)\| Arbitro: \| Gagelmann \| |
| Arbitro:                                                 | Gagelmann   |               |          |                                                              |

| Arbitro: | Sippel |

|  |           |                  |
|  | Marcatori | 9’ (aut.) Tredup |

| Arbitro: | Grudzinski |

|            |           |  |
| Schoof 79’ | Marcatori |  |

| Arbitro: | Frank |

|           |           |  |
| Bella 24’ | Marcatori |  |

#### Girone di ritorno
| Arbitro: | Jansen |

|                            |           |                                                |
| Tredup 37’ Felgenhauer 90’ | Marcatori | 31’ Feinbier 44’ Kleine 82’ Burkhardt 88’ Timm |

| Arbitro: | Weiner |

|  |           |                                  |
|  | Marcatori | 28’ (rig.) Sopić 69’ Felgenhauer |

| Arbitro: | Henschel |

|                    |           |             |
| Copado 4’ Aygün 8’ | Marcatori | 55’ Schäfer |

| Arbitro: | Dingert |

|                 |           |                            |
| Felgenhauer 75’ | Marcatori | 56’ Kos 87’ (aut.) Gledson |

| Arbitro: | Lupp |

|                           |           |  |
| Patschinski 43’ Labak 83’ | Marcatori |  |

| Arbitro: | Schriever |

|                |           |                                        |
| Sopić 30’, 35’ | Marcatori | 59’ van Buskirk 69’ Tiganj 89’ Dworrak |

| Arbitro: | Grudzinski |

|           |           |  |
| Kurth 50’ | Marcatori |  |

| Arbitro: | Stachowiak |

|                                      |           |               |
| Jugović 16’ Svitlica 49’, 82’ (rig.) | Marcatori | 13’ Berhalter |

| Arbitro: | Schößling |

|             |           |  |
| Schmidt 87’ | Marcatori |  |

| Arbitro: | Kemmling |

|                                          |           |                            |
| Felgenhauer 26’ Svitlica 40’ Gledson 50’ | Marcatori | 27’ Chris 75’ (rig.) Meier |

| Karlsruhe 10 aprile 2005, ore 15:00 CEST 28ª giornata | Karlsruhe | 0 – 0 referto | LR Ahlen | Wildparkstadion (12 200 spett.)\| Arbitro: \| Brych \| |
| Arbitro:                                              | Brych     |               |          |                                                        |

| Arbitro: | Schmidt |

|                 |           |  |
| Mikolajczak 74’ | Marcatori |  |

| Arbitro: | Sippel |

|                                      |           |              |
| Kukiełka 58’ Kennedy 79’ Beuchel 90’ | Marcatori | 25’ Svitlica |

| Arbitro: | Anklam |

|                   |           |                               |
| Svitlica 20’, 78’ | Marcatori | 62’, 65’, 71’ (rig.) Thiebaut |

| Arbitro: | Wack |

|                            |           |                     |
| Rietpietsch 4’ Astorga 90’ | Marcatori | 3’, 68’ Mikolajczak |

| Arbitro: | Fleischer |

|                        |           |          |
| Svitlica 48’, 76’, 86’ | Marcatori | 38’ Koen |

| Arbitro: | Gagelmann |

|                                |           |                                             |
| Schäfer 12’ Meyer 30’ Shao 68’ | Marcatori | 24’, 56’ Ašanin 25’ N'Diaye 71’ Mikolajczak |

### Coppa di Germania
| Arbitro: | Dingert |

|           |           |                          |
| Ćirić 15’ | Marcatori | 37’ (rig.), 43’ Svitlica |

| Arbitro: | Hoyzer |

|                       |           |                                 |
| Mintál 20’ Vittek 44’ | Marcatori | 56’, 113’ Bamba 59’ Gorschlüter |

| Arbitro: | Stark |

|                     |           |                                        |
| Andrei 8’ Bella 88’ | Marcatori | 24’ Rydlewicz 85’ Prica 102’ Arvidsson |

## Statistiche

### Statistiche di squadra
| Competizione      | Punti | In casa | In casa | In casa | In casa | In casa | In casa | In trasferta | In trasferta | In trasferta | In trasferta | In trasferta | In trasferta | Totale | Totale | Totale | Totale | Totale | Totale | DR |
| Competizione      | Punti | G       | V       | N       | P       | Gf      | Gs      | G            | V            | N            | P            | Gf           | Gs           | G      | V      | N      | P      | Gf     | Gs     | DR |
| ----------------- | ----- | ------- | ------- | ------- | ------- | ------- | ------- | ------------ | ------------ | ------------ | ------------ | ------------ | ------------ | ------ | ------ | ------ | ------ | ------ | ------ | -- |
| 2. Bundesliga     | 39    | 17      | 7       | 3       | 7       | 29      | 27      | 17           | 3            | 6            | 8            | 14           | 22           | 34     | 10     | 9      | 15     | 43     | 49     | -6 |
| Coppa di Germania | -     | 1       | 0       | 0       | 1       | 2       | 3       | 2            | 2            | 0            | 0            | 5            | 3            | 3      | 2      | 0      | 1      | 7      | 6      | +1 |
| Totale            | 39    | 18      | 7       | 3       | 8       | 31      | 30      | 19           | 5            | 6            | 8            | 19           | 25           | 37     | 12     | 9      | 16     | 50     | 55     | -5 |

### Andamento in campionato
| Giornata  | 1  | 2  | 3  | 4  | 5  | 6  | 7  | 8  | 9  | 10 | 11 | 12 | 13 | 14 | 15 | 16 | 17 | 18 | 19 | 20 | 21 | 22 | 23 | 24 | 25 | 26 | 27 | 28 | 29 | 30 | 31 | 32 | 33 | 34 |
| --------- | -- | -- | -- | -- | -- | -- | -- | -- | -- | -- | -- | -- | -- | -- | -- | -- | -- | -- | -- | -- | -- | -- | -- | -- | -- | -- | -- | -- | -- | -- | -- | -- | -- | -- |
| Luogo     | T  | C  | C  | T  | C  | T  | C  | T  | T  | C  | T  | C  | T  | C  | T  | C  | C  | T  | T  | C  | T  | C  | T  | C  | T  | C  | T  | C  | T  | C  | C  | T  | C  | T  |
| Risultato | P  | N  | P  | N  | N  | N  | V  | N  | V  | N  | P  | V  | N  | P  | P  | V  | P  | V  | P  | P  | P  | P  | P  | V  | P  | V  | N  | V  | P  | P  | P  | N  | V  | V  |
| Posizione | 15 | 14 | 16 | 15 | 17 | 17 | 13 | 13 | 14 | 12 | 12 | 14 | 13 | 13 | 13 | 15 | 12 | 12 | 11 | 13 | 13 | 16 | 18 | 18 | 16 | 17 | 16 | 16 | 14 | 14 | 16 | 15 | 15 | 13 |

Legenda:

Luogo: C = Casa; T = Trasferta. Risultato: V = Vittoria; N = Pareggio; P = Sconfitta.

### Statistiche dei giocatori
| Giocatore      | 2. Bundesliga | 2. Bundesliga | 2. Bundesliga | 2. Bundesliga | Coppa di Germania | Coppa di Germania | Coppa di Germania | Coppa di Germania | Totale   | Totale | Totale      | Totale     |
| Giocatore      | Presenze      | Reti          | Ammonizioni   | Espulsioni    | Presenze          | Reti              | Ammonizioni       | Espulsioni        | Presenze | Reti   | Ammonizioni | Espulsioni |
| -------------- | ------------- | ------------- | ------------- | ------------- | ----------------- | ----------------- | ----------------- | ----------------- | -------- | ------ | ----------- | ---------- |
| A. Andrei      | 10            | 0             | 4             | 0             | 1                 | 1                 | 0                 | 0                 | 11       | 1      | 4           | 0          |
| S. Ašanin      | 13            | 2             | 2             | 0             | 1                 | 0                 | 0                 | 0                 | 14       | 2      | 2           | 0          |
| M. Bamba       | 30            | 2             | 3             | 2             | 3                 | 2                 | 0                 | 0                 | 33       | 4      | 3           | 2          |
| C. Bella       | 16            | 2             | 1             | 0             | 1                 | 1                 | 0                 | 0                 | 17       | 3      | 1           | 0          |
| N. Book        | 7             | 0             | 0             | 0             | 0                 | 0                 | 0                 | 0                 | 7        | 0      | 0           | 0          |
| S. Brinker     | 0             | 0             | 0             | 0             | 0                 | 0                 | 0                 | 0                 | 0        | 0      | 0           | 0          |
| D. Felgenhauer | 23            | 4             | 3             | 0             | 1                 | 0                 | 0                 | 0                 | 24       | 4      | 3           | 0          |
| S. Fengler     | 30            | 1             | 5             | 0             | 2                 | 0                 | 0                 | 0                 | 32       | 1      | 5           | 0          |
| G. Gledson     | 28            | 1             | 4             | 1             | 1                 | 0                 | 0                 | 1                 | 29       | 1      | 4           | 2          |
| T. Gorschlüter | 6             | 0             | 1             | 0             | 1                 | 1                 | 0                 | 0                 | 7        | 1      | 1           | 0          |
| O. Hajou       | 0             | 0             | 0             | 0             | 0                 | 0                 | 0                 | 0                 | 0        | 0      | 0           | 0          |
| V. Jugović     | 19            | 2             | 5             | 0             | 2                 | 0                 | 2                 | 0                 | 21       | 2      | 7           | 0          |
| J. Langeneke   | 30            | 0             | 11            | 0             | 3                 | 0                 | 1                 | 0                 | 33       | 0      | 12          | 0          |
| R. Lewejohann  | 1             | 0             | 0             | 0             | 0                 | 0                 | 0                 | 0                 | 1        | 0      | 0           | 0          |
| B. Meier       | 28            | 0             | 1             | 1             | 3                 | 0                 | 1                 | 0                 | 31       | 0      | 2           | 1          |
| C. Mikolajczak | 24            | 4             | 2             | 0             | 2                 | 0                 | 0                 | 1                 | 26       | 4      | 2           | 1          |
| B. N'Diaye     | 28            | 5             | 5             | 1             | 2                 | 0                 | 0                 | 0                 | 30       | 5      | 5           | 1          |
| D. Ndjeng      | 4             | 0             | 0             | 0             | 1                 | 0                 | 0                 | 0                 | 5        | 0      | 0           | 0          |
| D. Omerbegović | 10            | 0             | 0             | 0             | 0                 | 0                 | 0                 | 0                 | 10       | 0      | 0           | 0          |
| P. Paulinho    | 16            | 1             | 4             | 0             | 2                 | 0                 | 0                 | 0                 | 18       | 1      | 4           | 0          |
| S. Radulović   | 7             | 0             | 0             | 0             | 1                 | 0                 | 0                 | 0                 | 8        | 0      | 0           | 0          |
| M. Ratajczak   | 4             | 0             | 0             | 0             | 0                 | 0                 | 0                 | 0                 | 4        | 0      | 0           | 0          |
| M. Schäfer     | 6             | 1             | 1             | 0             | 1                 | 0                 | 0                 | 0                 | 7        | 1      | 1           | 0          |
| Ž. Sopić       | 25            | 5             | 3             | 0             | 2                 | 0                 | 1                 | 0                 | 27       | 5      | 4           | 0          |
| S. Svitlica    | 23            | 11            | 3             | 0             | 2                 | 2                 | 0                 | 0                 | 25       | 13     | 3           | 0          |
| A. Thiam       | 16            | 0             | 2             | 0             | 2                 | 0                 | 0                 | 0                 | 18       | 0      | 2           | 0          |
| D. Thioune     | 18            | 1             | 0             | 0             | 1                 | 0                 | 1                 | 0                 | 19       | 1      | 1           | 0          |
| M. Tredup      | 26            | 1             | 4             | 0             | 3                 | 0                 | 0                 | 0                 | 29       | 1      | 4           | 0          |
| S. Völzow      | 3             | 0             | 0             | 0             | 0                 | 0                 | 0                 | 0                 | 3        | 0      | 0           | 0          |
| P. Đenić       | 21            | 0             | 3             | 0             | 3                 | 0                 | 0                 | 0                 | 24       | 0      | 3           | 0          |